# Château du Fraisse
Le château du Fraisse est un monument privé, datant essentiellement des XVe, XVIe et XVIIIe siècles, sur la commune de Nouic, Haute-Vienne, Limousin et Nouvelle Aquitaine.
Son originalité vient principalement du fait qu'il est toujours habité, en 2020, par la même famille et le même nom ("des Monstiers" puis "des Monstiers Mérinville") depuis le début du XIIIe siècle.

## Histoire
Le logis noble d'origine a disparu durant la Guerre de Cent Ans. La tradition familiale rapporte qu'en septembre 1356, à la veille de la bataille de Poitiers qui vit la défaite du Roi de France Jean II Le Bon, le Fraisse est incendié par Edouard de Woodstock, Prince de Galles, dit « le Prince noir » dont les éléments de la troupe remontent de Guyenne, vers le Poitou.
C'est bien plus tard, autour de 1450, que James (ou Jacques) des Monstiers reconstruit le château : celui-ci existe toujours, bien que son second étage ait été arasé au XVIIe siècle, pour des raisons d'entretien.

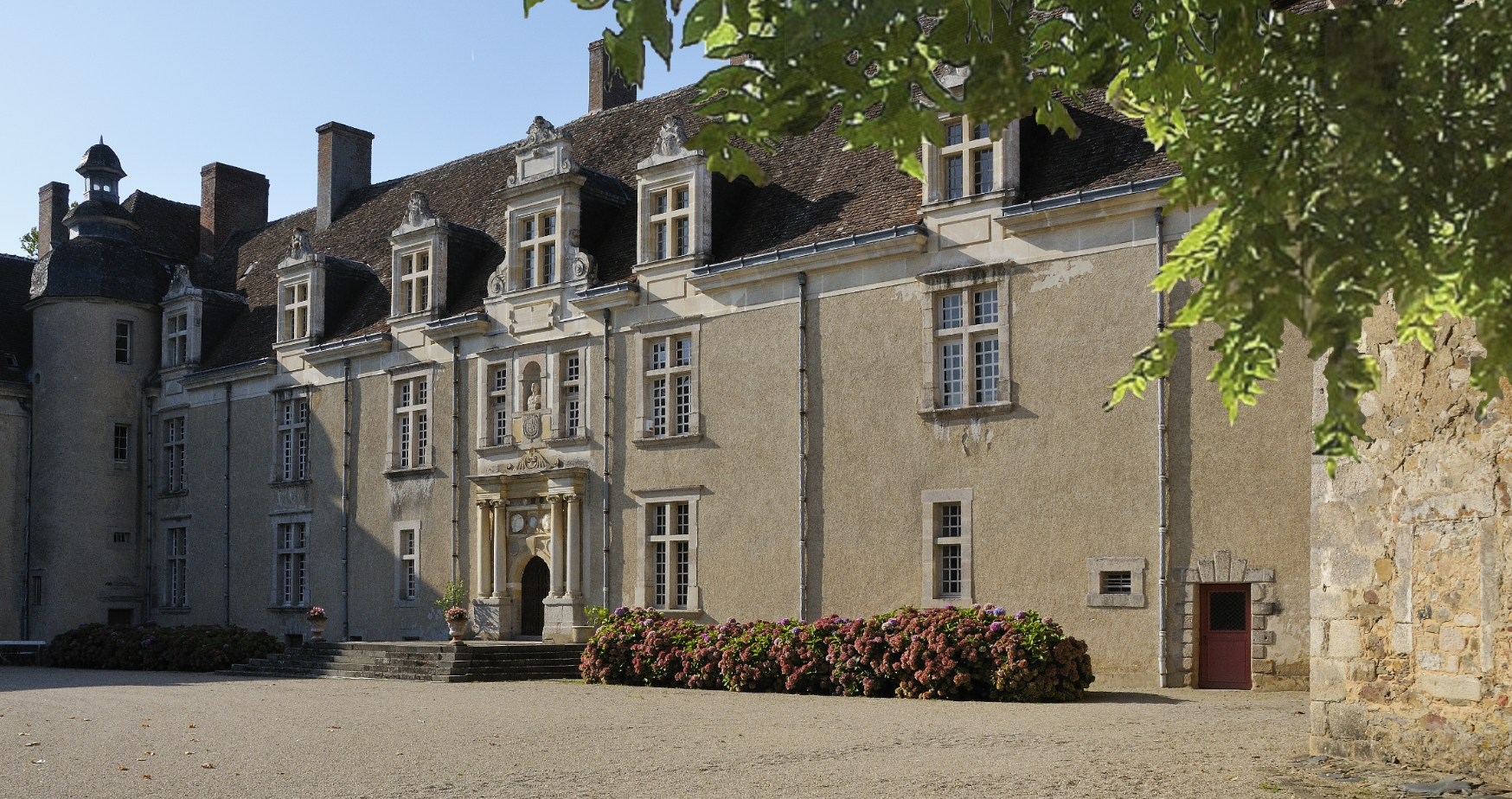
Le corps de logis principal encadre la porte d'entrée ouvragée par Serlio.

La construction principale,, au centre du château, est le corps de logis Renaissance.
Vers 1550, Jean des Monstiers,, évêque de Bayonne et ambassadeur des rois François Ier et Henri II, en entreprend la construction.
Il fait appel à l'école de l'architecte italien Sebastiano Serlio, dont le style se fait aisément reconnaître : plan général en "L"; tours d'escaliers intérieures; portes et cheminées chargées de marbres polychromes. Une autre originalité vient du fait qu'en ce pays de granit, l'architecte fait appel au calcaire de Chauvigny, en Poitou, pour les éléments de décor.

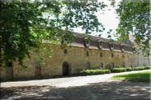
Vue de l'entrée, le bâtiment mansardé des écuries et anciens greniers à grains.

Vers 1725, François des Monstiers fait construire de très beaux communs mansardés, dans le prolongement de l'aile en retour du corps de logis Renaissance. Ils ont la triple vocation de servir d'écuries; de greniers à grains; et de logement pour une partie des domestiques.
Au crépuscule du XIXe siècle, Jean, marquis des Monstiers Mérinville, veuf de son premier mariage avec Joséphine de Labriffe-Ferrières, épouse Mary Gwendoline Byrd Caldwell, héritière d'une famille industrielle de Louisville, dans le Kentucky (USA). À partir de 1890, ils entreprennent ensemble de restaurer considérablement le château, abîmé par les ans.
C'est cette très grosse campagne de travaux qui a permis au château du Fraisse de traverser le XXe siècle. Les générations suivantes ont conservé et entretenu le monument sans modifications majeures.
Le château du Fraisse est aussi le siège d'une exploitation agricole labellisée "AB", autour de la production de légumes, et de grandes cultures.
Le château est ouvert à la visite durant la période estivale.
Il est intégralement inscrit à l'Inventaire Supplémentaire des Monuments Historiques (ISMH) en 1973 et 1986; certains de ses décors Renaissance (portes; cheminées) sont classées Monument Historique (MH) en 1973.